# Buceros
Genre
Buceros est un genre d'oiseaux qui regroupe trois espèces connues sous le nom de calaos appartenant à la famille des Bucerotidae.

## Liste des espèces
D'après la classification de référence (version 5.1, 2015) du Congrès ornithologique international (ordre phylogénique) :
- Buceros rhinoceros – Calao rhinocéros
- Buceros bicornis – Calao bicorne
- Buceros hydrocorax – Calao à casque plat